# Alan Paterson
Alan Sinclair Paterson (ur. 11 czerwca 1928 w Glasgow, zm. 8 maja 1999 w Port Credit w Ontario) – brytyjski lekkoatleta, który specjalizował się w skoku wzwyż.
Dwukrotnie startował w igrzyskach olimpijskich (Londyn 1948 oraz Helsinki 1952). W 1946 zdobył srebrny medal czempionatu Starego Kontynentu, a cztery lata później został mistrzem Europy. Wicemistrz igrzysk Imperium Brytyjskiego z 1950 roku. Trzykrotny mistrz kraju w kategorii seniorów, w 1946 zdobył złoty medal w kategorii juniorów. Cztery razy (w latach 1946–1947) poprawiał rekord Wielkiej Brytanii. Rekord życiowy: 2,02 (2 sierpnia 1947, Glasgow).

## Osiągnięcia
| Rok  | Impreza                        | Miejsce  | Pozycja     | Wynik |
| ---- | ------------------------------ | -------- | ----------- | ----- |
| 1946 | Mistrzostwa Europy             | Oslo     | 2. miejsce  | 1,96  |
| 1948 | Igrzyska olimpijskie           | Londyn   | 7. miejsce  | 1,90  |
| 1950 | Mistrzostwa Europy             | Bruksela | 1. miejsce  | 1,96  |
| 1950 | Igrzyska Imperium Brytyjskiego | Auckland | 2. miejsce  | 1,95  |
| 1952 | Igrzyska olimpijskie           | Helsinki | 24. miejsce | 1,80  |